# Durée d'utilisation d'un équipement
Pour les articles homonymes, voir DUE.
Le terme durée d'utilisation d'un équipement DUE est ambigu car il peut donner lieu à deux interprétations :
- l'intervalle de temps séparant la date de sa première installation de la date de sa mise au rebut. Il s'agit de la notion de Durée de vie.
- la mesure de « l'intensité d'utilisation » pour une tranche temporelle de référence (en général la semaine). C'est l'objet du présent article.

## Enjeu
Parmi les caractéristiques basiques d'un équipement figure sa capacité à produire de façon instantanée : ainsi une machine est censée produire 100 pièces à la minute. Mais pour calculer sa production effective, il reste -entre autres- à définir sa durée d'utilisation.
Car, en première analyse, Production effective = capacité instantanée à produire X durée d'utilisation.

## Mesure
Ainsi une même machine, dotée d'une capacité instantanée de 100 pièces à la minute produira 6 000 pièces à l'heure.
Dans l'industrie, on appelle «durée d'utilisation» le niveau de production rapporté au poste de travail ou à l'équipe de travail pour une journée ou pour une semaine de production.
- Pour un seul poste de travail, soit 8 heures par jour, la production hebdomadaire de la machine est : 100X60X8x5= 240 000 unités.
- Pour deux postes de travail, soit 16 heures par jour, la production hebdomadaire de la même machine est : 100x60x16x5= 480 000 unités
- Pour trois postes de travail, soit 24 heures par jour, la production hebdomadaire toujours de la même machine est : 100x60x24x5 = 720 000 unités.

- En ajoutant un sixième jour de production (le samedi), la production hebdomadaire s'élève à 864 000 unités
- En ajoutant un septième jour de production (le dimanche), la production hebdomadaire s'élève à 1 008 000 unités.

## Conséquences économiques
Elles sont très importantes. En effet le coût de production permis par un équipement est composé de coûts variables (proportionnels à la durée d'utilisation) mais aussi de coûts fixes (qui sont censés ne pas varier avec la durée d'utilisation).
Plus la machine est utilisée « à pleine capacité », plus le coût de revient baisse donc.